# Île aux Forbans
L'île aux Forbans, aussi appelée l'île aux Pirates, est une petite île de l'océan Indien située au cœur de la baie d'Ambodifototra, la capitale de l'île Sainte-Marie, dans le nord-est de Madagascar. 

## Histoire

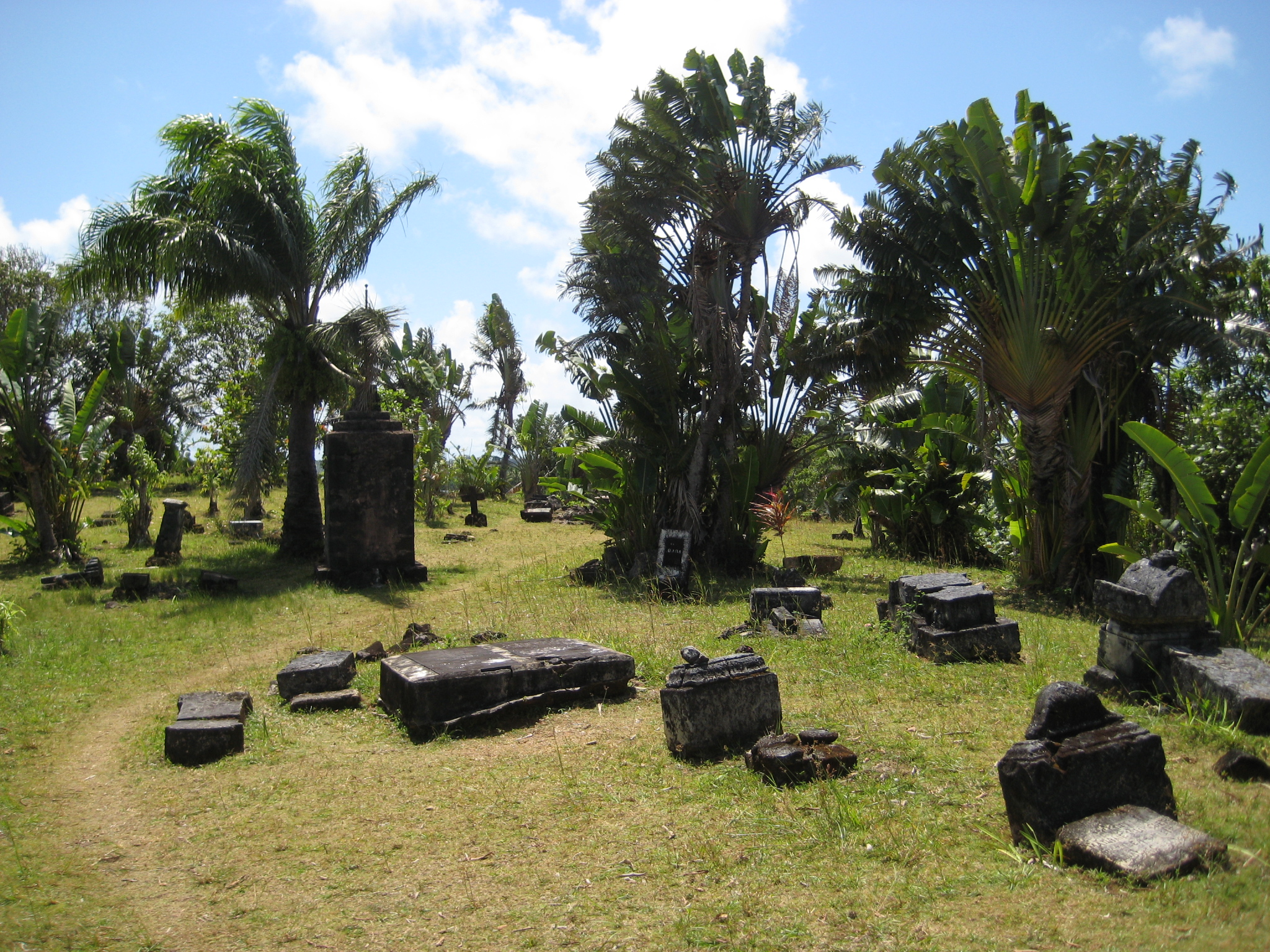
Cimetière de pirates à l'île Sainte-Marie.

Aux alentours de 1700, des pirates (principalement anglais et français), chassés des Caraïbes, s'installent à Madagascar pour écumer l'océan Indien et la mer Rouge et font de l'île l'un de leurs repaires ; c'est sur cette île qu'ils se rassemblaient et se partageaient leur butin. Les derniers pirates, pourchassés par les marines anglaise et française, sont chassés de Madagascar vers 1730.
En face de l'île se trouve un cimetière de pirates.